# Дуловское
Дуловское  — деревня в Рамешковском районе Тверской области.

## География
Находится в восточной части Тверской области на расстоянии приблизительно 26 км на юг по прямой от районного центра поселка Рамешки.

## История
Известна с XVI века как деревня с 3 дворами. В 1859 году в русской владельческой деревне 11 дворов, в 1886 20 дворов. В советское время работали колхозы «Парижская Коммуна», «Путь к коммунизму» и «Кушалино». В 2001 году в 13 домах жили местные жители, 8 домов принадлежало наследникам и дачникам. До 2021 входила в сельское поселение Кушалино Рамешковского района до их упразднения.

## Население
Численность населения: 113 человек (1859 год), 142 (1886), 25 (русские 80 %) в 2002 году, 22 в 2010.